# Singin’ with Emmylou 2
Singin’ with Emmylou 2 — сборник песен, записанных различными исполнителями при участии американской певицы Эммилу Харрис, выпущенный австралийским лейблом Raven Records в 2003 году. Является сиквелом компиляции Singin’ with Emmylou 1, изданной той же рекорд-компанией в 2000 году. На диск вошли треки таких артистов как Билл Монро, Тэмми Уайнетт, Джонни Кэш, Таня Такер, Люсинда Уильямс, Мэри Блэк и других.

## Об альбоме
Сборник Singin’ with Emmylou 2 служил продолжением вышедшей ранее компиляции Singin’ with Emmylou 1 (2000), включавшей записи, сделанные различными артистами при участии Харрис в качестве дуэт-партнёрши или бэк-вокалистки. Как и предшественник, релиз содержал 20 треков и охватывал 25 лет сессионной певческой карьеры исполнительницы. В то время как первый выпуск состоял из дорожек знаменитых и исторических фигур кантри- и поп-музыки, второй стал более эклектичным, сочетая в равной мере работы Харрис с кантри-легендами, менее известными персонами и артистами от жанра далёкими. Автором идеи и составителем коллекции выступил австралийский рок-журналист Гленн Бейкер. Аннотацию для проекта обеспечил австралийский музыкальный критик Стюарт Коуп, среди прочего описав многочисленные появления Харрис в альбомах других музыкантов как худший кошмар дискографа и заключив, что вокалистка явно не намерена снижать свою активность в этой сфере.
Альбом включал записанные с Харрис треки таких артистов как Джонни Кэш, Билл Монро, Люсинда Уильямс, Николетт Ларсон, Тэмми Уайнетт, Таня Такер; работы более нишевых Barry & Holly Tashian, The Kendalls, Матрейсы Берг, немецкой кантри-легенды Тома Астора, гитариста Альберта Ли, Jim & Jesse, Бобби Крайнер, The Woodys и Билли Джо Шейвера. Кроме того, на диске фигурировал дуэт Харрис с ирландской певицей Мэри Блэк и коллаборации с добро-виртуозом — сооснователем The Seldom Scene — Майком Олдриджем, а также Ти Грэмом Брауном. Помимо песен, записанных для проектов различных певцов и ансамблей, в компиляции присутствовал и дуэт с Патти Гриффин, исполненный специально для саундтрека к кинофильму «Там, где сердце» (2000). На некоторых дорожках Харрис гостила не одна, а совместно с другими артистами — Роем Экаффом, Уэйлоном Дженнигсом, Джесси Колтер, Родни Кроуэллом, Букером Ти Джонсом, Винсом Гиллом, Доном Эверли или Хербом Педерсеном.
Как и в случае с Singin’ with Emmylou 1, трек-лист компиляции не пересекался с официальными сборниками Харрис. Выпустивший коллекцию австралийский лейбл Raven Records подчёркивал, что не позиционирует её как альбом Харрис, но артистка является темой проекта. Вместе с тем в музыкальной прессе и литературе сборник иногда фигурирует как часть дискографии певицы.

## Рецензии
| Оценки критиков  | Оценки критиков |
| Источник         | Оценка          |
| ---------------- | --------------- |
| AllMusic         | [ 1 ]           |
| Edmonton Journal | без рейтинга    |

Обозреватель портала AllMusic Том Джурек особенно выделил дуэт Харрис и Мэри Блэк «Only a Woman’s Heart», назвав коллаборацию пылающей искренностью и воодушевляющей (даже несмотря на её балладную сущность). При этом сдержанность исполнения, согласно рецензенту, добавляет столько веса мелодии и темпу, что кажется, будто певицы несут на себе тяжесть всего мира. Появляясь в середине компиляции, трек, по словам, Джурека, практически не даёт продолжить её прослушивание. Единственным номером в сборнике, который «сияет таким же синим, чёрным и ярким светом», он назвал «Beyond the Blue». Песня, по ощущениям критика, выглядит как ответ на дуэт с Блэк и является одним из самых волнующих выступлений Харрис за последние 20 лет (и при этом с партнёршей, равной ей в плане вокальных данных по всем параметрам, Патти Гриффин). Композиции с Биллом Монро, Николетт Ларсон, Люсиндой Уильямс, Тэмми Уайнетт и Таней Такер обозреватель назвал «убийственными», а в части коллабораций с менее знаменитыми артистами обрисовал роль певицы как поршня, подталкивающего безумно талантливых исполнителей добиваться феноменальных результатов. В то же время запись Альберта Ли, согласно Джуреку, не может спасти даже Харрис, так как песня сама по себе никуда не годится, а гитарист не способен петь — даже если бы от этого зависела его жизнь.
Журналист канадской газеты Edmonton Journal Питер Норт похвалил Гленна Бейкера за разнообразие (как по форме, так и по настроению) представленных в сборнике коллабораций и за выдержанный на диске баланс между знаменитыми и менее известными исполнителями. В вопросе выбора треков, по словам редактора, с Бейкером сложно спорить, поскольку итогом неизменно является качество. Получившаяся коллекция согласно Норту подчёркивает, насколько многогранной вокалисткой и бескорыстной артисткой является Харрис: в каждом номере она находит идеальные места, чтобы наиболее эффективно украсить куплет, отполировать фразу, добавить немного эмоций или напора в припев. Так, отрезок из трёх последовательных треков — «Sweet Believer» Ти Грэма Брауна, «Dreamin’My Dreams» Майка Олдриджа и «Only a Woman’s Heart» Блэк — по мнению Норта, демонстрирует как Харрис может проникнуть в глубь эмоций, независимо от жанра или аранжировки. К соуловому пению Брауна она добавляет лишь эхо (к одному слову в каждом куплете), но обеспечивает этим мощную вокальную пунктуацию; Олдриджа, который не является профессиональным певцом, она снабжает сдержанным, но основательным вокалом, а её дуэт с Блэк показывает, что Харрис может уйти из верхнего регистра и звучать так, словно она росла исполняя ирландские баллады. Сборник в целом Норт описал как музыкальную экскурсию с уникальным содержанием, где сами песни столь же впечатляющие, как и их исполнение.

## Трек-лист
| №                   | Название                           | Автор(ы)                                 | Артист                        | Длительность |
| ------------------- | ---------------------------------- | ---------------------------------------- | ----------------------------- | ------------ |
| 1.                  | «As Long as I Live»                | Рой Экафф                                | Джонни Кэш с Эммилу Харрис    | 3:00         |
| 2.                  | «The Last Time (Geh Nicht Allein)» | Том Астор                                | Том Астор с Эммилу Харрис     | 2:34         |
| 3.                  | «My Baby's Gone»                   | Хейзел Хаузер                            | The Kendalls                  | 3:27         |
| 4.                  | «High Lonesome»                    | Гретчен Питерс                           | The Woodys                    | 3:27         |
| 5.                  | «Greenville»                       | Люсинда Уильямс                          | Люсинда Уильямс               | 3:24         |
| 6.                  | «I’m Going Crazy in З/4 Time»      | Родни Кроуэлл, Донаван Коварт            | Билли Джо Шейвер              | 3:29         |
| 7.                  | «Sweet Believer»                   | Ти Грэм Браун, Брюс Бёрч, Вип Випперман  | Ти Грэм Браун                 | 3:25         |
| 8.                  | «Dreamin’ My Dreams»               | Аллен Рейнольдс                          | Майк Олдридж                  | 3:04         |
| 9.                  | «Only a Woman’s Heart»             | Элеанор Макэвой                          | Мэри Блэк с Эммилу Харрис     | 3:48         |
| 10.                 | «Appalachian Rain»                 | Матрейса Берг, Ронни Самосет             | Матрейса Берг                 | 3:40         |
| 11.                 | «Too Many Tears Too Late»          | Карл Джексон, Джим Уэзерли               | Бобби Крайнер                 | 3:33         |
| 12.                 | «Beyond the Blue»                  | Бет Нильсен Чапман, Гэри Николсон        | Эммилу Харрис и Патти Гриффин | 4:34         |
| 13.                 | «I’ll Take My Time Going Home»     | Barry & Holly Tashian                    | Barry & Holly Tashian         | 3:03         |
| 14.                 | «Flower in the Desert»             | Карл Джексон                             | Jim & Jesse                   | 3:07         |
| 15.                 | «Kentucky Waltz»                   | Билл Монро                               | Билл Монро с Эммилу Харрис    | 3:09         |
| 16.                 | «BIlly Tyler»                      | Чес Ходжес, Дэйв Пикок                   | Альберт Ли                    | 4:39         |
| 17.                 | «Beneath a Painted Sky»            | Джо Чемберс, Баки Джонс                  | Тэмми Уайнетт                 | 2:57         |
| 18.                 | «When You Get a Little Lonely»     | Николетт Ларсон, Джош Лео, Венди Уолдман | Николетт Ларсон               | 3:33         |
| 19.                 | «Stormy Weather»                   | Лео Сейер, Том Сноу                      | Таня Такер                    | 3:37         |
| 20.                 | «Sweet Bed of Feeling»             | Донна Уайс, Джеки Дешеннон               | Присцилла Кулидж-Джонс        | 4:23         |
| Общая длительность: | Общая длительность:                | Общая длительность:                      | Общая длительность:           | 1:09:53      |

## Полезные ссылки
- «Only a Woman's Heart» (Мэри Блэк) на YouTube
- «Beneath a Painted Sky» (Тэмми Уайнетт) на YouTube
- «Sweet Believer» (Ти Грэм Браун) на YouTube
- «Dreaming My Dreams» (Майк Олдридж) на YouTube

## Комментарии
1. ↑  В книге The New Generation of Country Music Stars[5] и на портале AllMusic[1] альбом фигурирует как часть дискографии Харрис. Сам лейбл Raven Records[2] и рецензенты из Edmonton Journal[3] классифицировали его как релиз различных исполнителей.